# Ctenus spiralis
Ctenus spiralis là một loài nhện trong họ Ctenidae.
Loài này thuộc chi Ctenus. Ctenus spiralis được Frederick Octavius Pickard-Cambridge miêu tả năm 1900.